# Manalmedu
Manalmedu é uma panchayat (vila) no distrito de Nagapattinam, no estado indiano de Tamil Nadu.

## Demografia
Segundo o censo de 2001,  Manalmedu  tinha uma população de 9254 habitantes. Os indivíduos do sexo masculino constituem 51% da população e os do sexo feminino 49%. Manalmedu tem uma taxa de literacia de 74%, superior à média nacional de 59.5%: a literacia no sexo masculino é de 82% e no sexo feminino é de 66%. Em Manalmedu, 10% da população está abaixo dos 6 anos de idade.